# Памбук-Кая
Памбук-Кая, Пампук-Кая — столовая гора на северном отроге Ай-Петринской яйлы, хребте разделяющем Бельбекскую и Байдарскую долины. Высота 756 метров над уровнем моря. Этимология от тюрк. памук — вата, хлопок. На вершине поляны и небольшие рощи. На крайней северной обрывистой оконечности — видовая точка на Бельбекскую долину. В 2.5 км к северо-востоку село Поляна.
Западная часть этого же массива носит название Ирита-Кая. От горы Сандык-Кая Памбук-Кая отделена перевалом Маркур-Западный, по старому названию села Поляна - Маркур. От перевала начинается овраг Быкузен, верховье которого лежит непосредственно у Маркуровского перевала.  
Место пешеходного туризма. Через нее проходит несколько туристических маршрутов.
На северном-восточном склоне находится площадка парапланерных стартов. 
Входит в территорию Ландшафтного заказника «Байдарский».